# Municipio de Belleville (Illinois)
El municipio de Belleville (en inglés: Belleville Township) es un municipio ubicado en el condado de St. Clair en el estado estadounidense de Illinois. En el año 2010 tenía una población de 44478 habitantes y una densidad poblacional de 746,33 personas por km².

## Geografía
El municipio de Belleville se encuentra ubicado en las coordenadas 38°30′54″N 89°59′10″O / 38.51500, -89.98611. Según la Oficina del Censo de los Estados Unidos, el municipio tiene una superficie total de 59.6 km², de la cual 58.9 km² corresponden a tierra firme y (1.17%) 0.7 km² es agua.

## Demografía
Según el censo de 2010, había 44478 personas residiendo en el municipio de Belleville. La densidad de población era de 746,33 hab./km². De los 44478 habitantes, el municipio de Belleville estaba compuesto por el 69.76% blancos, el 25.44% eran afroamericanos, el 0.32% eran amerindios, el 0.98% eran asiáticos, el 0.07% eran isleños del Pacífico, el 0.65% eran de otras razas y el 2.79% pertenecían a dos o más razas. Del total de la población el 2.61% eran hispanos o latinos de cualquier raza.